# Данилюк Сергій Семенович
Данилюк Сергій Семенович (нар. 22 травня 1975 р., м. Черкаси) — український педагог і філолог, кандидат філологічних наук (2006 р.), доцент (2009 р.), доктор педагогічних наук (2014 р.), професор (2015 р.), професор кафедри іноземних мов Черкаського національного університету імені Богдана Хмельницького.

## Освіта, службова кар'єра
У 1997 р. закінчив факультет іноземних мов Черкаського національного університету імені Богдана Хмельницького і розпочав трудову діяльність на посаді викладача кафедри практики англійської мови Черкаського державного університету імені Богдана Хмельницького. Від 2001 р. до 2004 р. навчався в аспірантурі Київського національного лінгвістичного університету, у 2006 р. захистив дисертацію на здобуття наукового ступеня кандидата філологічних наук. Після захисту кандидатської дисертації — доцент кафедри практики англійської мови Черкаського національного університету імені Богдана Хмельницького. У 2014 р. захистив дисертацію на здобуття наукового ступеня доктора педагогічних наук. Від травня 2014 року по серпень 2021 року — професор кафедри практики англійської мови Черкаського національного університету імені Богдана Хмельницького. Від вересня 2014 року по серпень 2021 року — професор, завідувач кафедри педагогічних наук, освітнього і соціокультурного менеджменту Черкаського національного університету імені Богдана Хмельницького. З вересня 2021 року по листопад 2021 року — професор кафедри освітнього і соціокультурного менеджменту та соціальної роботи Черкаського національного університету імені Богдана Хмельницького. З грудня 2021 року — професор кафедри іноземних мов Черкаського національного університету імені Богдана Хмельницького.

## Наукова діяльність
Об'єктами наукових зацікавлень професора С. С. Данилюка є проблеми структурно-функціональних особливостей електронних текстів різноманітних Інтернет-жанрів, а також формування професійної компетентності фахівців засобами Інтернет-технологій. Автор понад 200 наукових, 8 навчально-методичних праць, серед них 1 монографія, 4 навчально-методичні посібники, які отримали гриф Міністерства освіти і науки України. Організатор та співорганізатор 15 міжнародних, всеукраїнських наукових конференцій, педагогічних читань. Укладач, упорядник, редактор наукових досліджень та навчально-методичних праць. Член редколегії наукового журналу «Вісник Черкаського університету. Серія: Педагогічні науки» (2014-2021), член редколегії наукового журналу «Слобожанський науковий вісник. Серія: Філологія» (з 2023 року), член редколегії наукового журналу «Переяславські студії з лінгвістики та лінгводидактики» (з 2023 року). Член двох постійно діючих спеціалізованих вчених рад із захисту докторських і кандидатських дисертацій з освітніх, педагогічних наук у Черкаському національному університеті імені Богдана Хмельницького, а також член спеціалізованих вчених рад для проведення разового захисту дисертацій на здобуття ступеня доктора філософії з освітніх, педагогічних наук. Рецензував та опонував низку кандидатських і докторських дисертацій. Підготував одного кандидата педагогічних наук та одного доктора філософії зі спеціальності Освіта/Педагогіка. 

## Нагороди
- Почесна грамота Черкаського національного університету імені Богдана Хмельницького (2007)
- Подяка головного управління освіти і науки Черкаської обласної державної адміністрації (2012)
- Подяка департаменту освіти і науки Черкаської обласної державної адміністрації (2013)
- Почесна грамота управління освіти і науки Черкаської обласної державної адміністрації (2016)
- Почесна грамота Черкаського національного університету імені Богдана Хмельницького (2023)
- Почесна грамота Черкаського національного університету імені Богдана Хмельницького (2025)
- Почесна грамота Черкаської обласної військової адміністрації (2025)

## Основні праці

### Монографії та посібники
1. Данилюк С. С. Теоретична фонетика англійської мови: навч. посіб. для студентів вищ. навч. закл. / С. С. Данилюк. — Черкаси: Вид. Чабаненко Ю. А., 2010. — 132 с.
2. Данилюк С. С. Інформаційні технології в освітньому процесі: навч. посіб. / С. С. Данилюк, О. І. Титаренко. — Черкаси: ФОП Сумська О. А., 2011. — 208 с.
3. Практична фонетика англійської мови: навчальний посібник для студентів вищ. навч. закл. / С. С. Данилюк, О. С. Ніжевська, Д. В. Дегтярьов, В. С. Білецька. — Черкаси: Вид. Чабаненко Ю. А., 2011. — 170 с.
4. Данилюк С. С. Тлумачний педагогічний словник-довідник понять і термінів у галузі інформатизації освіти: навч. посіб. для студентів вищ. навч. закл. / С. С. Данилюк. — Черкаси: ЧНУ імені Богдана Хмельницького, 2011. — 50 с.
5. Данилюк С. С. Використання інтернет-технологій в освітньому процесі: формування професійної компетентності майбутніх філологів: монографія / С. С. Данилюк. — Черкаси: Вид. Чабаненко Ю. А., 2013. — 368 с.
6. Elections in the UK, in the USA and in Ukraine: навч.-метод. посіб. для студентів вищ. навч. закл. / С. С. Данилюк, О. Ю. Корніцький, О. С. Ніжевська, О. В. Шапарєва. — Черкаси: Вид. Чабаненко Ю. А., 2013. — 117 с.
7. Данилюк С. С. Використання інформаційно-комунікаційних технологій у філологічній освіті: навч. посіб. для студентів вищ. навч. закл. / С. С. Данилюк, О. І. Титаренко. — Черкаси: Вид. Чабаненко Ю. А., 2018. — 211 с.

### Деякі статті
1. Danylyuk S. Advantages and Disadvantages of Using Information-and-Computer Technologies in the Process of Formation of Future Philologists' Professional Competence / Serhiy Danylyuk // Information Technologies and Learning Tools. — 2012. — V. 28. — Issue 2. — DOI: https://doi.org/10.33407/itlt.v28i2.639. — Режим доступу: https://journal.iitta.gov.ua/index.php/itlt/article/view/639  (Web of Science)
2. Danylyuk S. Specific Features of the Internet Technology "Blog" in the Process of Formation of Future Philologists' Professional Competence / Serhiy Danylyuk // Information Technologies and Learning Tools. — 2012. — V. 29. — Issue 3. — DOI: https://doi.org/10.33407/itlt.v29i3.682. — Режим доступу: https://journal.iitta.gov.ua/index.php/itlt/article/view/682  (Web of Science)
3. Danylyuk S. Pedagogical Basics of Formation of Future Philologists' Professional Competence by Means of Internet Technologies  / Serhiy Danylyuk // Information Technologies and Learning Tools. — 2012. — V. 30. — Issue 4. — DOI: https://doi.org/10.33407/itlt.v30i4.702. — Режим доступу: https://journal.iitta.gov.ua/index.php/itlt/article/view/702  (Web of Science)
4. Danylyuk S. Linguistic Basics of Formation of Future Philologists' Professional Competence by Means of Internet Technologies / Serhiy Danylyuk // Information Technologies and Learning Tools. — 2012. — V. 32. — Issue 6. — DOI: https://doi.org/10.33407/itlt.v32i6.720. — Режим доступу: https://journal.iitta.gov.ua/index.php/itlt/article/view/720  (Web of Science)
5. Danylyuk S. Philosophical Basics of Formation of Future Philologists' Professional Competence by Means of Internet Technologies / Serhiy Danylyuk // Information Technologies and Learning Tools. — 2013. — V. 33. — Issue 1. — DOI: https://doi.org/10.33407/itlt.v33i1.783. — Режим доступу: https://journal.iitta.gov.ua/index.php/itlt/article/view/783  (Web of Science)
6. Danylyuk S. Formation of Modern Specialists' Professional Competence in the Process of Conducting of Electronic Conferences / Serhiy Danylyuk // Information Technologies and Learning Tools. — 2014. — V. 39. — Issue 1. — P. 60—65. — DOI: https://doi.org/10.33407/itlt.v39i1.968. — Режим доступу: https://journal.iitta.gov.ua/index.php/itlt/article/view/968  (Web of Science)
7. Danylyuk S. Usage of Exercises in the Process of Formation of Future Specialists’ Professional Competence by Means of Internet Technologies / Serhiy Danylyuk // Information Technologies and Learning Tools. — 2014. — V. 44. — Issue 6. — P. 182—193. — DOI: https://doi.org/10.33407/itlt.v44i6.1114. — Режим доступу: journal.iitta.gov.ua/index.php/itlt/article/view/1114  (Web of Science)
8. Danylyuk S. Impact of Rural Schools on Further Adaptation of Rural Youth to the University Life in a City: Experience of Bohdan Khmelnytsky National University of Cherkasy / Yulia Shalivska, Kateryna Tkachenko, Serhiy Danylyuk // Revista Brasileira de Educação do Campo. — 2020. — V. 5. — P. 1—22. — DOI: https://doi.org/10.20873/uft.rbec.e9537. — Режим доступу: https://sistemas.uft.edu.br/periodicos/index.php/campo/article/view/9537/17174  (Web of Science)
9. Danylyuk S. The Use of Information Technology in the Educational Process during Martial Law / Roksolana Patyk, Nataliia Benyakh, Olena Yakymova, Anna Yefimova, Serhiy Danylyuk // Revista de la Universidad del Zulia. — 2022. — 3ª época. Año 13. — № 38. — P. 696—713. — DOI: https://doi.org/10.46925//rdluz.38.38. — Режим доступу: https://produccioncientificaluz.org/index.php/rluz/article/view/38737/43157  (Web of Science)
10. Danylyuk S. Smart Agro-Clustering Based on the Chain "Education-Science-Business" for Sustainable Development / Iryna Bashynska, Yaroslav Kichuk, Serhiy Danylyuk, Anastasiia Bessarab, Liudmyla Levytska, Oleksandr Zaitsev // Journal of Agriculture and Crops. — 2022. — Vol. 8. — Issue 3. — P. 208—215. — DOI: https://doi.org/10.32861/jac.83.208.215. — Режим доступу: https://arpgweb.com/pdf-files/jac8(3)208-215.pdf  (Scopus)
11. Danylyuk S. Pedagogical Technologies for Designing and Functioning an Integrated System of Specialists' Training Quality Control in HEIs / Ihor Kolodii, Mykola Tsoi, Volodymyr Rogozin, Serhiy Danylyuk, Halyna Zadilska, Svitlana Oborska // AD ALTA-Journal of Interdisciplinary Research. — 2022. — Vol. 12. — Issue 2. — Special Issue: SI. — P. 29—33. — WOSUID: WOS:000830963300005. — Режим доступу: http://www.magnanimitas.cz/ADALTA/120228/papers/A_05.pdf  (Web of Science)
12. Danylyuk S. The Role of Information Technologies (Classroom/Zoom) in Conducting Seminars / Olena Snihur, Serhiy Danylyuk, Valentyna Shevchenko, Olha Derbak, Tamara Sabelnykova // Apuntes Universitarios. — 2023. — Vol. 13 (1). — P. 60—76. — DOI: https://doi.org/10.17162/AU.V13I1.1316. — Режим доступу: https://apuntesuniversitarios.upeu.edu.pe/index.php/revapuntes/article/view/1316/945  (Web of Science)
13. Danylyuk S. Digital Technologies as a Means of Improving the Efficiency of Higher Education / Zoia Sharlovych, Liudmyla Vilchynska, Serhiy Danylyuk, Bohdan Huba, Halyna Zadilska // International Journal of Information and Education Technology. — 2023. —  Vol. 13. — № 8. — P. 1214—1221. — DOI: https://doi.org/10.18178/ijiet.2023.13.8.1923. —  Режим доступу: http://www.ijiet.org/vol13/IJIET-V13N8-1923.pdf (Scopus)
14. Danylyuk S. The Role of Digital Technologies in Building Foreign Language Competencies of Future Specialists / Serhiy Danylyuk, Antonina Pak, Svitlana Terekhova , Tetiana Mykolenko, Sofiia Kozak // Revista De La Universidad Del Zulia. — 2023. — Vol. 14(41). — P. 847—861. — DOI: https://doi.org/10.46925//rdluz.41.47. — Режим доступу: https://produccioncientificaluz.org/index.php/rluz/article/view/40869/46811 (Web of Science)
15. Danylyuk S. Leveraging Gamification and Game-Based Technologies for Educational Purposes / Yaroslava Sikora, Volodymyr Chernykh, Yuliia Shaforost, Serhiy Danylyuk, Inna Chemerys // Multidisciplinary Reviews. — 2024. — Vol. 7, 2024spe008. — DOI: https://doi.org/10.31893/multirev.2024spe008. — Режим доступу: https://malque.pub/ojs/index.php/mr/article/view/3792/1676 (Scopus)